# 碗厂镇 (镇雄县)
碗厂镇，是中华人民共和国云南省昭通市镇雄县下辖的一个乡镇级行政单位。
2012年8月30日，云南省人民政府批复同意撤销碗厂乡，设立碗厂镇。

## 行政区划
碗厂镇下辖以下地区：
碗厂村、官房村、笋子村、庆坝村和长岩村。